# Sageland
Sageland (dawniej El Dorado Camp) – obszar niemunicypalny w Kern County, w Kalifornii (Stany Zjednoczone), na wysokości 1 227 m.
Sageland został założony jako El Dorado Camp w 1866 roku. Nazwą Sageland otrzymał w roku 1867.